# 山田凜子
山田 凛子（やまだ りんこ、1999年3月6日 - ）は、日本のモデル、タレント。スペースクラフト・エンタテインメントのキャンパスクイーン事業部に所属していた。

## 略歴
首都大学東京（現在の東京都立大学）都市教養学部都市教養学科在学中。
2018年、「The Brightest Award2018」グランプリ。
2019年、Miss of Miss Campus Queen Contest 2019出場。

## 人物
- 趣味は買い物、美味しい物を食べに行くこと[3]。
- 特技はクラシックバレエ、短距離走、人の身長を当てること[3]。